# بنی سلیمان
بنی سلیمان (به عربی: بنی سلیمان) یک شهرداری در الجزایر است که در استان مدیه واقع شده‌است. بنی سلیمان ۳۳٬۷۷۹ نفر جمعیت دارد.